# Tiny Toon Adventures: Wacky Sports Challenge
Tiny Toon Adventures: Wacky Sports Challenge (o Tiny Toon Adventures: Wild & Wacky Sports en Europa y Tiny Toon Adventures: Dotabata Daiundoukai en Japón) es un videojuego de deportes de Konami que se publicó en 1994 para Super NES. Fue el segundo juego basado en la serie de televisión Tiny Toon Adventures tras el primer videojuego, que llevaba el mismo título que la mencionada serie. Si el código Konami es insertado en la versión de Game Boy, te lleva al selector de juegos. 